# Wang Qiang (futebolista)
Wang Qiang (23 de julho de 1984) é um futebolista profissional chinês que atua como defensor.

## Carreira
Wang Qiang representou a Seleção Chinesa de Futebol na Copa da Ásia de 2011.